# Villa rustica Weilberg

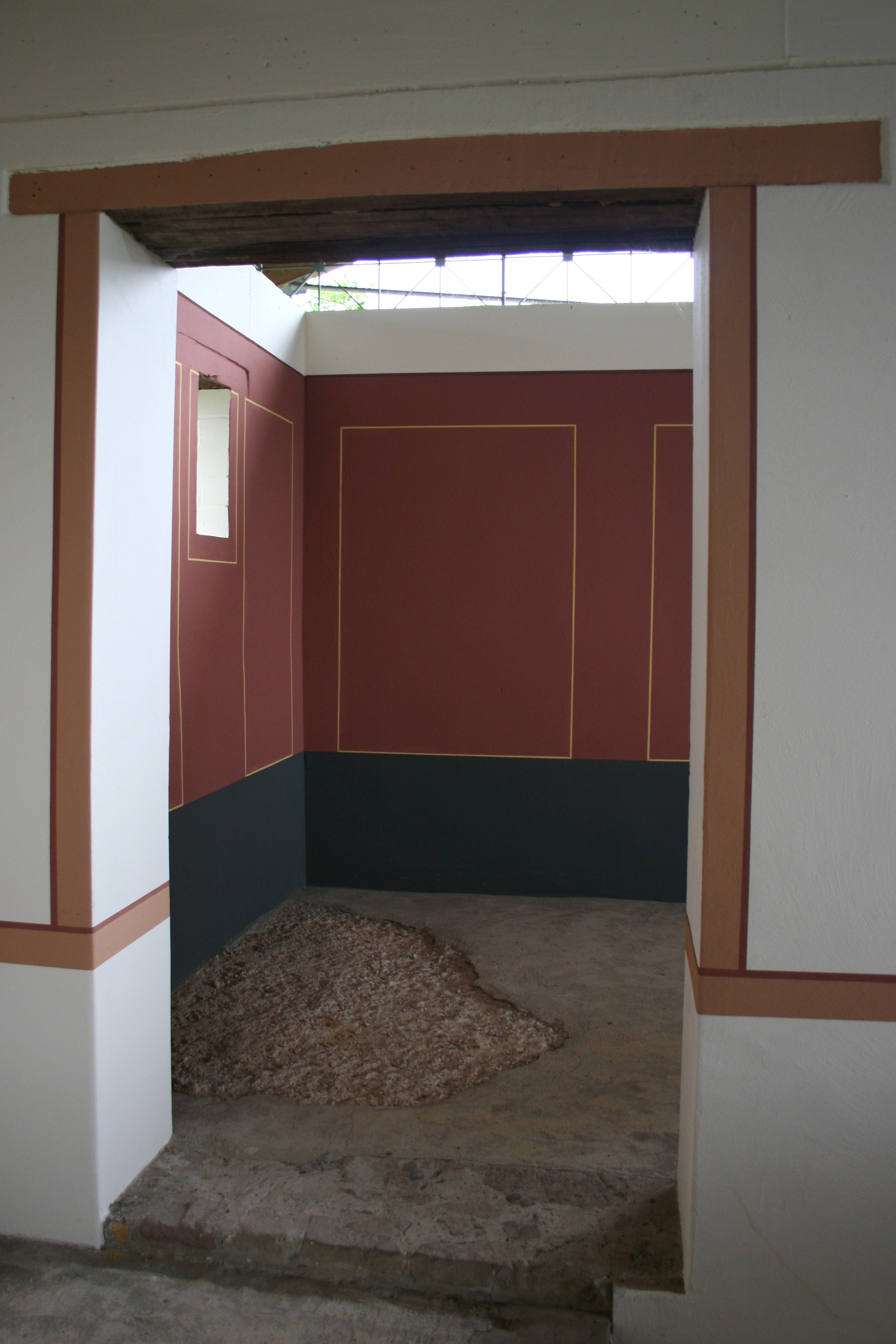
Blick in das rekonstruierte Speisezimmer des Hauptgebäudes.

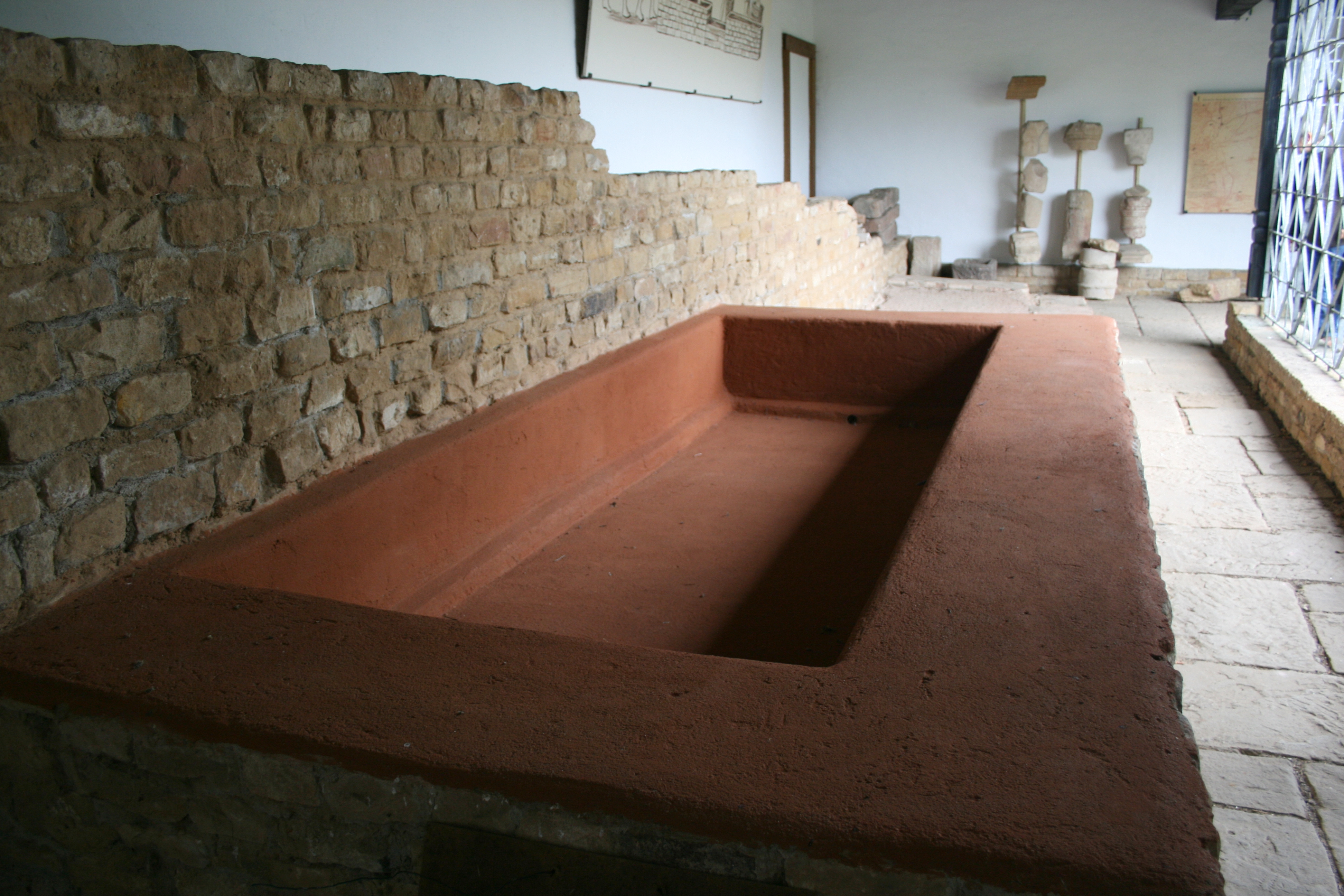
Rekonstruierte römische Kelteranlage, im Hintergrund gefundene Steindenkmäler.

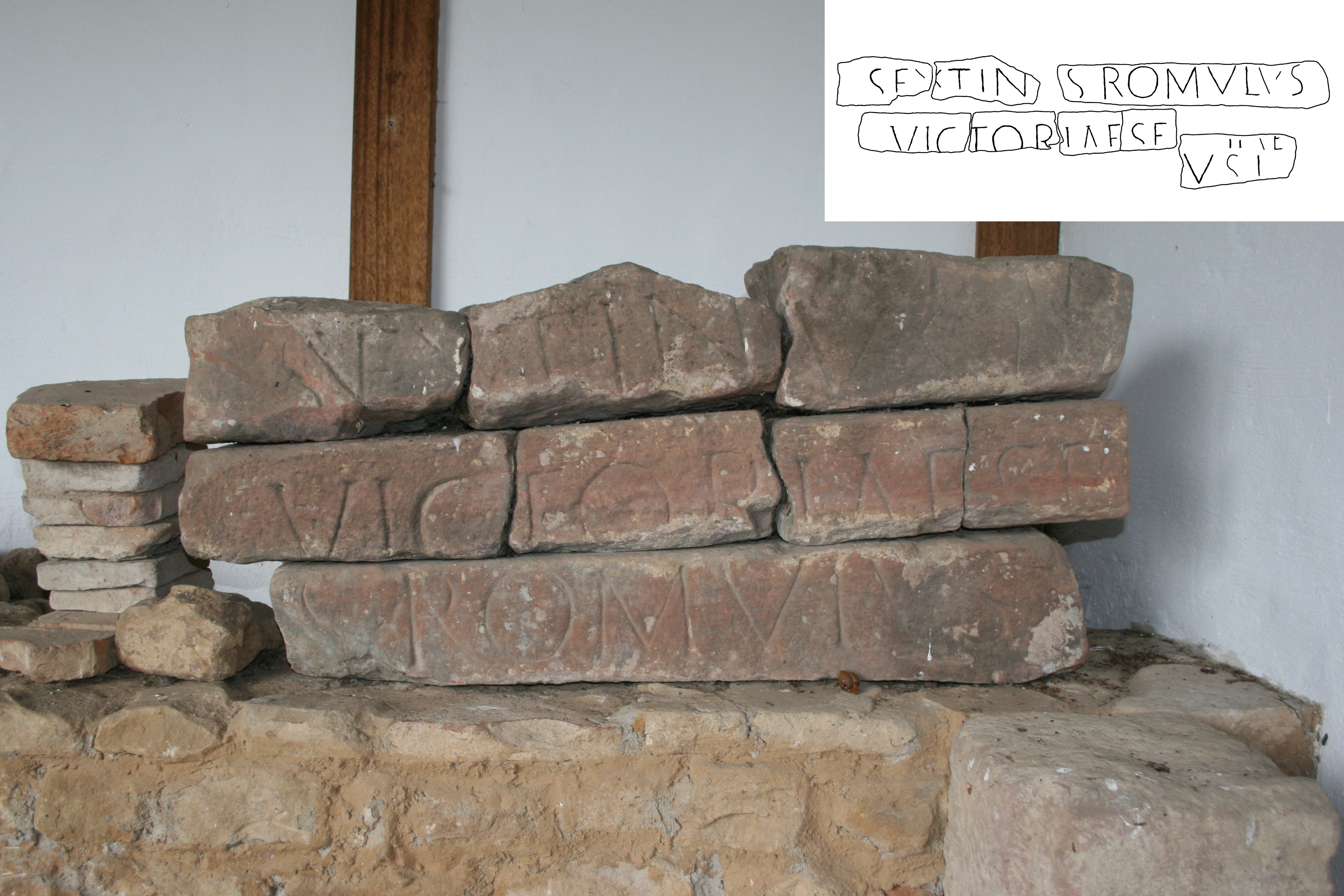
Inschrift aus Pfeffingen.

Die Villa rustica Weilberg ist ein römisches Landgut bei Bad Dürkheim-Ungstein in Rheinland-Pfalz.

## Lage und Erforschung
Die römische Villenanlage befindet sich weithin sichtbar nördlich des Ortes Ungstein in der Südhanglage eines Weinberges. Der Name Weilberg verweist auf die Überreste der Anlage, die auch in der nachrömischen Zeit noch deutlich zu sehen waren. 1309 wird der Hang zu wile genannt, worin sich das Wort Villa verbirgt. Im 18. und 19. Jahrhundert musste auf die Trümmerstelle bei der Anlage von Weinbergmauern Rücksicht genommen werden, sodass sich die Flurstücke im Wesentlichen heute noch an der Ausrichtung der antiken Villa orientieren. Ein Teil der Anlage wurde mit Erde überdeckt und Mauern vorgeblendet. Nicht zuletzt deshalb ist die Anlage besonders gut erhalten.
Größere Ausgrabungen begannen 1981, als die Anlage bei der Rebflurbereinigung erfasst wurde. Das Weingut ist heute als Freilichtmuseum zugänglich. Einige Gebäude wie das Haupt- oder Herrenhaus sowie ein Kelterhaus sind teilrekonstruiert.

## Geschichte
Im Bereich der Hofanlage sind Spuren einer Besiedlung der Spätlatènezeit entdeckt worden, die bis etwa 50 v. Chr. reichen. Die frühesten Funde legen einen Beginn der römischen Villa um 20/30 n. Chr. nahe. Von der frühesten Holzbauphase ist die genaue Ausdehnung unbekannt. Der Ausbau in Stein erfolgte zu Beginn des 2. Jahrhunderts n. Chr., wobei das mächtige, mehrgeschossige Herrenhaus entstand. Verschiedene Umbauten daran fanden bis in das 4. Jahrhundert statt.
Vermutlich als Folge von Germaneneinfällen wurde die Anlage um die Mitte des 4. Jahrhunderts zerstört. Münzfunde, darunter zwei kleine Schatzfunde, weisen als jüngste Prägungen das Jahr 348 n. Chr. auf. In der zweiten Hälfte des 4. Jahrhunderts wurde etwas unterhalb ein kleineres Gut, teilweise unter Einbeziehung noch vorhandener Nebengebäude errichtet. Im Ort Ungstein selbst wurden 1979 im dicht bebauten Ortskern die Reste eines spätrömischen Burgus entdeckt. Die Kleinfestung datiert ebenfalls in die zweite Hälfte des 4. Jahrhunderts und weist Ähnlichkeit zu derartigen Anlagen in Eisenberg und Bad Kreuznach auf. Die römische Besiedlung endete insgesamt im frühen 5. Jahrhundert n. Chr.

## Anlage
Aufgrund der Größe der Gesamtanlage von 7,5 ha ist nur eine teilweise Freilegung möglich. Im 2. oder 3. Jahrhundert wurde der Hofbereich mit einer Mauer eingefasst, an die sich einige Neben- oder Wirtschaftsgebäude anlehnten.
Dominant innerhalb des Komplexes ist das Haupt- oder Herrenhaus, dessen nach Süden gerichtete Vorderfront eine Länge von 70 m aufwies. Diesem vorgeblendet war eine dreiseitige Portikus, an die sich seitlich weitere Gebäudeteile anschlossen. Der Bautyp gehört damit zu den Risalitvillen mit U-förmiger Portikus, die an zahlreichen größeren Villenanlagen im römischen Deutschland belegt ist. Nahe gelegene Beispiele sind die Villen von Wachenheim und Ladenburg-„Ziegelscheuer“. Eine Besonderheit der Bad Dürkheimer Anlage ist, dass der Säulengang vom Haupthaus zum Ausgleich der Hanglage nur über eine Treppe erreichbar war. Das Hauptgebäude war, wie die seitlich in Risalit-Form anschließenden Trakte und ein Teil der Nebengebäude mehrgeschossig ausgeführt. Im vorderen, westlichen Teil des Hauptgebäudes befand sich ein über 110 m² großes Bad, das die üblichen Trakte für Heiß- (caldarium), Lau- (tepidarium) und Kaltbad (frigidarium) aufwies. Im hinteren Bereich des Hauses befand sich ein großer Flur, über den man einen nicht überdachten Innenhof erreichte. Seit 1989 sind große Teile des Herrenhauses rekonstruiert und im Rahmen von Führungen zugänglich.
Obwohl das Hauptgebäude im Obergeschoss eine Fläche von etwa 2000 m² aufwies, reichte dieser Wohnraum im frühen 4. Jahrhundert nicht mehr aus. Es entstand ein östlicher Seitenflügel mit einer Länge von 31 m, sodass die gesamte Front des Hauptgebäudes nun 104 m maß. Westlich des Hauptgebäudes lag in Verlängerung der Gebäudefront ein ebenfalls mehrgeschossiges Nebengebäude. Es wies einen schmalen, teilweise beheizbaren Wohnbereich sowie eine Halle auf, die vermutlich gewerblichen Zwecken diente. Darin befand sich eine Darre zum Trocknen von Getreide.
Ebenfalls westlich des Hauptgebäudes konnte ein Gebäude als Kelteranlage identifiziert werden. Darin befanden sich drei Becken, die der Verarbeitung von Trauben dienten. Funde von Geräten und Traubenkernen weisen ebenfalls auf die wirtschaftliche Grundlage der Villa hin; die Traubenkerne belegen schon damals angebaute Vorläufer der Riesling-, Traminer- und Burgunder-Reben. Die Anlage ist rekonstruiert und funktionsfähig. Im Schutzbau werden auch einige Steindenkmäler ausgestellt, darunter Architekturteile aus dem Hauptgebäude der Villa sowie die 1828 beim Abbruch der Kirche aufgefundene Weihinschrift aus dem benachbarten Pfeffingen.
Die Gräberfelder des 1. bis 3. Jahrhunderts konnten bisher nicht lokalisiert werden. Im Freigelände ausgestellt sind mehrere Steinsarkophage aus der Spätantike, die teilweise reiche Glasbeigaben aufwiesen. Einige gefundene Architekturteile ergänzen die Steinsammlung zusätzlich. In der Anlage gedeihen einige mediterrane Pflanzen, die gesetzt wurden, um den antiken Eindruck zu verstärken. Das milde Klima der Vorderpfalz begünstigt unter anderem die Pflanzung von Feige, Pinie und Mandel.